# 王金华 (1957年)
王金华（1957年2月—），汉族，河北故城人，1982年1月参加工作，1984年5月加入中国共产党，中华人民共和国央企高管。
历任煤炭科学研究总院开采所工程师、党委副书记、党委书记、所长。1998年7月，任煤炭科学研究总院副院长、党委常委。2002年2月，任煤炭科学研究总院院长、党委副书记。2008年4月，任中国煤炭科工集团有限公司董事、总经理（法定代表人）、党委副书记。2012年10月，任中国煤炭科工集团有限公司党委书记、副董事长。2013年8月，任中国煤炭科工集团有限公司党委书记、董事长。2018年11月，因涉嫌严重违纪违法，接受中央纪委国家监委驻国资委纪检监察组、重庆市纪委监委审查调查。
2019年1月，因严重违纪违法被开除党籍、开除公职，并收缴其违纪违法所得。